# 유세프 모하마드
유세프 모하마드(아랍어: يوسف واصف محمد, 1980년 7월 1일, 레바논 베이루트 ~ )는 레바논의 전 축구 선수이다. 현역 시절 포지션은 수비수였다.